# Spectre (singolo)
Spectre è un brano musicale del gruppo alternative rock inglese Radiohead, pubblicato in download gratuito il giorno di Natale del 2015.

## Il brano
Il brano è stato composto e scritto per il film della saga di James Bond Spectre, ma non è stato utilizzato dalla produzione del film, che invece ha scelto il brano Writing's on the Wall di Sam Smith.
La canzone è stata diffusa anche come B-side del 7" di Burn the Witch, uscito nel maggio 2016 ed è inoltre inclusa come "bonus track" nell'edizione speciale del nono album in studio del gruppo A Moon Shaped Pool (2016).

## Tracce
- Download digitale

1. Spectre – 3:19